# Eurolimnornis
Eurolimnornis (лат.) — род птерозавров из нижнего мелового периода, найденный на территории современной Румынии. Единственный известный вид — Eurolimnornis corneti, вероятно, был первоначально идентифицирован как примитивный, но, тем не менее, принадлежащий современной птице. Высказывались предположения, что это был предок современной поганки. Альтернативные версии утверждали, что останки принадлежали тероподу или птерозавру. В 2012 году после повторного изучения ископаемого материала была произведена идентификация с отрядом птерозавров: род и вид были признаны nomen dubium в пределах отряда.
Единственный известный в настоящее время фрагмент — это голотип MTCO-P 7896, представляющий собой дистальный фрагмент правой плечевой кости, который сначала приписывался виду Palaeocursornis corneti, который, в свою очередь, поначалу также классифицировался как птица.
Остатки были найдены в берриасском месторождении в Корнете, возле города Орадя, (Румыния). 143 миллиона лет назад здесь располагался архипелаг вулканических и коралловых островов, к востоку от Пьемонт-Лигурийского океана. Средой обитания птерозавра был холмистый, карстовый ландшафт с многочисленными пресноводными и солоноватыми реками, озёрами и болотами. Этот архипелаг лежал примерно на 35° с. ш., и поскольку климат в те времена был более тёплым и влажным, сегодня это соответствовало бы климату бассейна Карибского моря или Индонезии.